# ルネト賞
ルネト賞 (ロシア語: Премия Рунета、ラテン文字:Runet Prize) は、ロシアが国家として表彰する賞である。ロシアのマスメディアを統括する国家機関であるロシア連邦報道機関庁が創設した。
第1回の表彰式は2004年に行われ、ロシア語で主に情報を発信しているウェブサイトが多数の分野にわたって表彰された。 現在、ルネト賞は「社会」、「文化・報道」、「科学・教育」、「教師によるインターネット教育」、「経済・ビジネス」、「保健・レジャー」、「技術革新」、「インターネットの安全保障」、「ロシア語で書かれたサイトの発展への貢献」、「新しく立ち上げられた優秀なロシア語ウェブサイト」などの分野を設けてロシア語を使用したウェブサイトの表彰を行なっている。
2006年、2007年、2009年、2010年には、ロシア語版ウィキペディアがルネト賞の「科学・教育」分野の賞を受賞している。
ルネト (RUNET) とはロシア (Russia) とインターネット (Internet) の語を合わせた造語である。